# Episode
Een episode is een zelfstandige gebeurtenis binnen een groter geheel.

### Episode en hoofdstuk
Een episode is wezenlijk anders dan een hoofdstuk: dat kan immers voortgaan waar het verhaal eerder was onderbroken, en anderzijds kan het onbeslist eindigen, zoals wanneer in spannend proza de bladzijde ophoudt bij een cliffhanger die juist bedoeld is om de lezer nieuwsgierig te maken naar het vervolg. In beide gevallen is van een afgeronde episode geen sprake.
Wel kan de auteur er juist voor kiezen van een hoofdstuk een afgeronde episode te maken: in dat geval vallen hoofdstuk en episode samen door de opzet die de schrijver kiest.

### Biografie
Een episode uit iemands leven kan meerdere jaren bestrijken, maar ook slechts op enkele weken betrekking hebben. Ook hier weer gaat het erom dat de situatie als afgerond geheel kan worden beschouwd. Maar anders dan bij de literatuur het geval is, zijn episoden in het werkelijk leven niet altijd objectief te onderscheiden. In de letterkunde maken zij deel uit van de structuur van het werk, die door een goede lezer valt te herkennen. Het leven kent zo'n bedachte structuur niet, en het hangt van de betrokkene zelf, of van de belangstellende toeschouwer, af of iets als een episode wordt ervaren of niet - of er al dan niet een zelfstandige periode met een thematische afronding wordt onderkend.
Daarom ook kunnen biografieën van een en dezelfde persoon geheel verschillend van opbouw zijn. Het te beschrijven leven dient zich aan als opeenvolging van gebeurtenissen, waarin de biograaf structuren en verbanden moet leggen. Van zijn structurerende arbeid hangt het af of hij losstaande episodes zal onderkennen, en welke dan.
Hetzelfde geldt voor een autobiografie. Als de beschrevene zijn eigen biograaf is, zal het van zijn beleving, temperament, geheugen en van andere factoren afhangen welke episoden er eventueel worden geïsoleerd.

### Episodios nacionales
De Spaanse auteur Benito Pérez Galdóz (1843-1920) schreef tussen 1873 en 1912 een groot aantal korte romans in 46 boekdelen, die de Spaanse samenleving van de negentiende eeuw beschrijven. In dit geval is de serie Episodios nacionales ("Nationale episoden") genoemd omdat de auteur in iedere roman een apart element uit zijn vertelstof behandelt.

## Andere betekenissen
Met een episode uit een radio- of televisieserie wordt meestal één aflevering bedoeld, die ook als zelfstandige uitzending te zien of te beluisteren valt.
De term webisode is een samensmelting van wereldwijd web en episode. Een webisode is dan ook een episode die op het internet wordt uitgezonden.
In de geneeskunde wordt de term episodisch vaak gebruikt in tegenstelling tot de term chronisch om te wijzen op het periodiek karakter van een ziekte of aandoening.